# Virus (radioprogramma)
VIRUS was een radioprogramma van de AVRO op Radio 4. Het programma bevatte de opname van een foyerconcert van klassieke muziek dat plaatsvond in de Rotterdamse Schouwburg en werd in het voorjaar en het najaar wekelijks uitgezonden. Seizoen 1 liep van 17 maart 2011 t/m 23 juni 2011, seizoen 2 van 8 september 2011 t/m 15 december 2011 en seizoen 3 van 1 maart 2012 t/m 7 juni 2012.
In VIRUS ontvangen wisselende presentatoren wekelijks musici die live optreden. In het programma staat klassieke muziek in elke mogelijke vorm centraal en bevat diverse terugkerende elementen. Enkele voorbeelden hiervan zijn: dr. Classic, waarin iemand uit het publiek een infuus van klassieke muziek krijgt; de Blaastest, waarbij iemand uit het publiek zo lang mogelijk op een ongebruikelijk blaasinstrument moet blazen (bv een sousafoon of een alpenhoorn); en de Vuurdoop, waarbij iemand tijdens de uitzending een stoomcursus krijgt voor een instrument dat hij nog nooit heeft bespeeld, waarna hij een kort stukje meespeelt met de professionele muzikanten.
Het programma was een initiatief van de gezamenlijke omroepen op Radio 4, Concertzaal De Doelen en de Rotterdamse Schouwburg.